# Аліна Боз
Алі́на Боз (тур. Alina Boz; *14 червня 1998, Москва) — турецька акторка.
В Україні набула значної популярності після виходу стрічки «Уламки щастя» та «Не відпускай мою руку».

## Біографія
Аліна Боз народилася 14 червня 1998 року в Москві. Дитинство дівчинки пройшло в Росії, проте в семирічному віці вона з батьками переїхала до Стамбула.Там вона вивчила турецьку мову та відвідувала початкову школу. Володіє турецькою, російською та англійською. Мама Аліни Боз — росіянка, тато — турок.
Її дідусь і бабуся по батьківській лінії належали до турецької меншини в Болгарії, а потім іммігрували з Болгарії до Туреччини (також відомої як болгарські турки)
Переїхавши до Туреччини Аліна раптом захопилася танцями, але так як мама знала її інтерес до театру, відразу ж записала її на театральні курси.

## Кар'єра
Спочатку вона знімалася для журналів і рекламних роликів. За цей період часу вона змогла попрацювати з турецькими співаком Муратом Бозом. Через кілька місяців Алін Боз стає особою рекламування Duru і Adidas. Саме тоді дівчина починає заробляти свої перші гроші
Аліса почала свою акторську кар'єру у віці п'ятнадцяти років у серіалі 2013 року Cesur Hemşire як Джанан. У 2014 році вона зіграла головну роль у серіалі Уламки щастя і зобразила персонаж Хазал разом з актрисою Нургюль Єшілчай. У 2016 році вона знялася у фільмі Kaçma Birader і зіграла Меліс Кахвачі. У 2017 році Боз зіграла роль у фільмі Böluk, а також працювала у серіалі Sevdanın Bahçesi як Дефне. У 2017 році її взяли в серіал Vatanım Sensinяк на роль російської принцеси Анастасії Романової, а вже в 2018 році вона зіграла головну роль Азри Гюнеш в серіалі Не відпускай мою руку
Боз зіграв головну роль в оригінальному серіалі Netflix Aşk 101 і зіграв персонажа Еди. У 2021 році вона зіграла Махур Тюрел разом із Бураком Денізом у телесеріалі Maraşlı. У 2021 році вона підписала контракт з брендом Duru та отримала за угоду 1 мільйон турецьких лір. Рекламний ролик знімали в Бурсі. Одночасно Боз знялася в сиквелі Aşk 101, прем’єра якого відбулася 30 вересня 2021 року на Netflix. 
У 2021 році вона була обрана у фільмі Bandırma Füze Kulübü та зобразила головну жіночу роль Лейли. Дія фільму розгортається наприкінці 1950-х років і зосереджена на групі кваліфікованих студентів, які почали конструювати ракети.У 2022 році Боз знялася в короткометражному фільмі Babamın Öldüğü Gün і зобразила героїню Хейл, яка переживала смерть свого батька, зі своєю сестрою Семою, яку зіграла Нур Феттахоґлу.

## Особисте життя
02 грудня 2023 року відбулось весілля Аліни та Умута Евіргена (кінопродюсер, 26 .02.1990 р.н.).

## Фільмографія
| Рік                  | Оригінальна назва    | Назва українською       | Роль                       | Примітки               | Канал       |
| Телесеріали          | Телесеріали          | Телесеріали             | Телесеріали                | Телесеріали            | Телесеріали |
| -------------------- | -------------------- | ----------------------- | -------------------------- | ---------------------- | ----------- |
| 2013-2014            | Cesur Hemşire        | Відважна медсестра      | Джанан                     | Другорядна роль        | atv         |
| 2014–2017            | Paramparça           | Уламки щастя            | Хазал                      | Головна роль           | Star TV     |
| 2017                 | Sevda'nın Bahçesi    | Сад Севди               | Дефне                      | Другорядна роль        | Kanal D     |
| 2017                 | Vatanim Sensin       | Ти моя Батьківщина      | Княгиня Анастасія Романова | Другорядна роль        | Kanal D     |
| 2018-2019            | Elimi Bırakma        | Не відпускай мою руку   | Азра Гюнес                 | Головна роль           | TRT 1       |
| 2021                 | Maraşlı              | Марашанец               | Махур Тюрель               | Головна роль           | atv         |
| 2022                 | Bir Peri Masalı      | Казка феї               | Зейнеп Кілечі/ Меліса      | Головна роль           | FOX         |
| Вебсеріали та фільми |                      |                         |                            |                        |             |
| 2020-2021            | Aşk 101              | Любов для початківців   | Еда Караджаоглу            | Головна роль           | Netflix     |
| 2022                 | Yılbaşı Gecesi       | Новорічна ніч           | Ада                        | Головна роль           | Disney+     |
| Фільми               |                      |                         |                            |                        |             |
| 2016                 | Kaçma Birader        | Не тікай, брате.        | Меліс Кахвечі              | Другорядна роль        |             |
| 2017                 | Bölük                | Підрозділ               | Ейліль                     | Другорядна роль        |             |
| 2022                 | Babamın Öldüğü Gün   | День смерті мого батька | Хале                       | Короткометражний фільм |             |
| 2022                 | Bandırma Füze Kulübü | Ракетний клуб "Бандирма | Лейла                      | Головна роль           |             |

## Нагороди
| Рік  | Премія                                | Категорія                                 | У фільмі/серіалі      | Статус   |
| ---- | ------------------------------------- | ----------------------------------------- | --------------------- | -------- |
| 2015 | Kayahan Medya Sanat Ödülleri          | Найкраща молода акторка                   | Уламки щастя          | Перемога |
| 2015 | Marmara Üniversitesi Ödülleri         | Найкраща молода акторка                   | Уламки щастя          | Перемога |
| 2016 | Uluslararası Endonezya Ödülleri       | Найкраща міжнародна актриса               | Уламки щастя          | Перемога |
| 2017 | İstanbul Teknik Üniversitesi Ödülleri | Найкраща жіноча роль                      | Уламки щастя          | Перемога |
| 2018 | TRT WORLD Citizen Awards              | Найкраща жіноча роль                      | Bölük                 | Перемога |
| 2019 | Altın Kelebek Ödülleri                | Найяскравіша зірка року                   | Не відпускай мою руку | Перемога |
| 2020 | İspanya GLAAD Medya Ödülleri          | Найкраща пара іноземного фільму           | Bölük                 | Перемога |
| 2020 | Altın Palmiye Ödülleri                | Найкраща діджитал-актриса                 | Любов для початківців | Перемога |
| 2020 | PTE İspanya Ödülleri                  | Найкраща іноземна діджитал-актриса        | Любов для початківців | Перемога |
| 2020 | GQ Men of the Year                    | Нова зірка року                           | Любов для початківців | Перемога |
| 2020 | Yeditepe Dilek Ödülleri               | Найкраща діджитал-пара                    | Любов для початківців | Перемога |
| 2021 | Ayaklı Gazete Ödülleri                | Найкраща діджитал-актриса                 | Любов для початківців | Перемога |
| 2021 | VIDDIZI Ödülleri                      | En Başarılı Aktris                        | Maraşlı               | Перемога |
| 2021 | Yeditepe Dilek Ödülleri               | Найкраща жіноча роль у головній ролі      | Maraşlı               | Перемога |
| 2021 | Yeditepe Dilek Ödülleri               | Найкраща пара телесеріалу (Махур і Селал) | Maraşlı               | Перемога |
| 2021 | Quality Dergisi Ödülleri              | Найкраща жіноча роль                      | Maraşlı               | Перемога |
| 2021 | Şehrin Markaları Ödülleri             | Найкраща жіноча роль                      | Maraşlı               | Перемога |
| 2021 | MGD Ödülleri                          | Найкраща жіноча роль у драмі              | Maraşlı               | Перемога |